# Melipotis hadeniformis
Melipotis hadeniformis là một loài bướm đêm trong họ Erebidae.